# La Nonne sanglante (Berlioz)
La Nonne sanglante est un opéra composé par Hector Berlioz sur un livret d'Eugène Scribe, d'après Le Moine de Lewis en 1841. Le projet, entrepris dès 1839, est abandonné malgré quelques tentatives de Berlioz, jusqu'en 1847. Le livret de cet opéra est repris par Charles Gounod.

## Composition
Après l'échec de Benvenuto Cellini, Hector Berlioz entreprend la composition d'un nouvel opéra sur un livret d'Eugène Scribe, d'après Le Moine de Lewis, en 1841. Le projet, entrepris dès 1839, est abandonné malgré quelques tentatives de Berlioz, jusqu'en 1847. Le livret de cet opéra est repris par Charles Gounod, « ce dont Berlioz saura ne pas lui tenir rigueur ».

## Présentation
De cet opéra, référencé H91 dans le catalogue des œuvres de Berlioz établi par le musicologue américain Dallas Kern Holoman, n'existent plus que quelques numéros, dont un duo et la Légende chantée par Rodolphe.

## Discographie
- Hector Berlioz : The Complete Works (27 CD, Warner Classics 0190295614447, 2019)
La Nonne sanglante (H 91) par Mark Van Arsdale (ténor), Véronique Gens (soprano), Vincent Le Texier (baryton), l'Orchestre OSE ! et Daniel Kawka (dir.), CD 20 (premier enregistrement mondial)

### Biographies
- Hector Berlioz, Mémoires, Paris, Flammarion, coll. « Harmoniques », 1991 (ISBN 978-2-7000-2102-8) présentés et annotés par Pierre Citron,
- David Cairns (trad. de l'anglais), Hector Berlioz : la formation d'un artiste (1803-1832), Paris, Fayard, 2002, 710 p. (ISBN 2-213-61249-8), traduit de l'anglais par Dennis Collins.

### Monographies
- Pierre Citron, Cahiers Berlioz no 4, Calendrier Berlioz, La Côte-Saint-André, Musée Hector-Berlioz, 2000 (ISSN 0243-3559).
- Pierre-René Serna, Berlioz de B à Z, Paris, Van de Velde, 2006, 264 p. (ISBN 2-85868-379-4)